# Ogadénia
Ogadénia (português europeu) ou Ogadênia (português brasileiro) (em somali Ogaadeen) é uma parte da região somali da Etiópia. Por vezes tem sido chamada de "Somalilândia abissínia" ou "Somalilândia etíope" e os locais chamam-lhe Ogadênia (em somali Ogaadeeniya).
Na região a população é de sua maioria somali e muçulmana. É considerado para o povo somali que habita essa região, como a parte oeste da Somália. A região, que tem cerca de 200 000 quilômetros quadrados, faz fronteira com Jibuti, Quênia e Somália, as cidades mais importantes são Jijiga, Degehabur, Gode, Kebri Dahar, Fiq, Shilavo, Kelafo, Werder e Danan. A região tem clima predominante de semiárido com elevação de 1 000 metros até 1 600.

## Historia

Bandeira da Ogadénia

Mapa da Etiópia, destacando a região somali

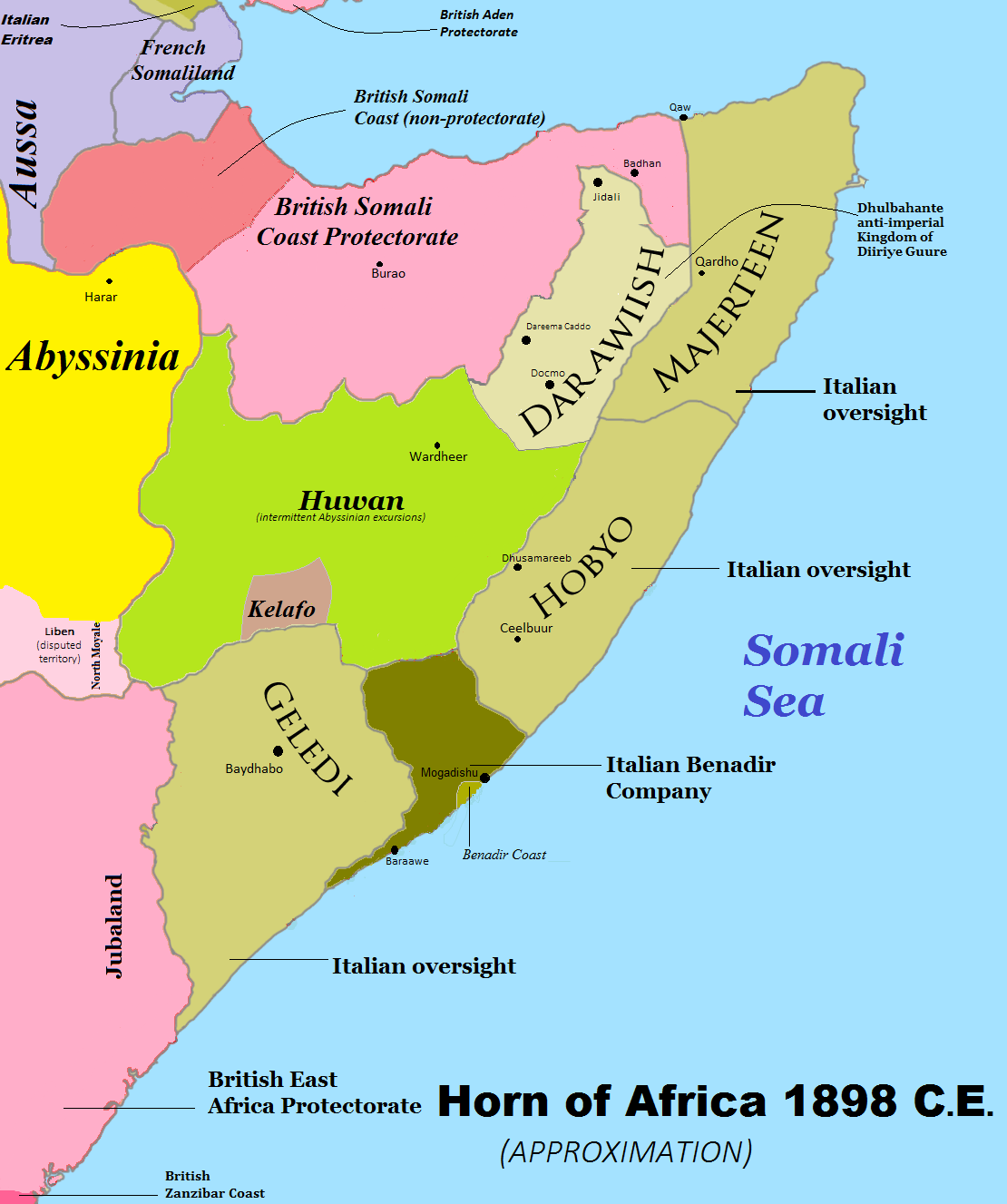
Ogaden 1898.

Na sua história mais contemporânea, Ogaden foi anexada durante a ocupação italiana na região. Durante o final dos anos 1970, ocorreu a Guerra de Ogaden (1977 até 1978) onde houve a disputa da região pela Somália e Etiópia, cada nação sendo subsidiadas pelas superpotências União Soviética e Estados Unidos, respectivamente.
No final da guerra, a Etiópia consegue anexar a região, mas até hoje existem focos de resistência somalis na região, clamando anexação do território para a Somália.